# Jean-Jacques Mrejen
Jean-Jacques Mrejen (né en novembre 1959) est un directeur de la photographie et réalisateur français.

## Biographie
Après des études de cinéma à l'Université Paris III Sorbonne-Nouvelle, Jean-Jacques Mrejen intègre l'École nationale supérieure Louis-Lumière, dont il sort diplômé dans la promotion Cinéma 1983. Il a été l’assistant de Denis Lenoir et Yorgos Arvanitis. À partir de 1992, il entame une carrière de directeur de la photographie autant dans la fiction que dans le documentaire.

## Filmographie

### Directeur de la photographie

#### Longs métrages
- 1995 : Les Joints des mines sont plus étanches que les chambres à air de nos vélos[2] de Isabelle Quignaux
- 1994 : Bab El-Oued City[3] de Merzak Allouache
- 2000 : Daresalam[4] de Issa Serge Coelo
- 2003 : Le Voyage de Maryam[5] de Sepideh Farsi
- 2003 : Un rêve algérien de Jean-Pierre Lledo
- 2009 : Esclaves des mers[6] de Joël Farges
- 2009 : Sombras[7] de Oriol Canals

#### Documentaires pour la télévision (sélection)
- 1983 : Entre ciel et glaces, Caméra deuxième équipe et ingénieur du son reportage sur une expédition Anglo-Américaine (Kayaks, U.L.M., Ski, Voile, Rafting) de Bruno CUSA
- 1987 : Steelbands de Trinidad[8] (Prix FIPA d’Argent à Cannes 1988 et Prix à la Qualité du CNC)
- 1989 : Crucifixions de Jérôme Bouyer
- 1989 : Les Sama, derniers nomades de la mer[9] de Jérôme Bouyer
- 1990 : Kathakali[10] de Renuka George
- 1992 : Partir accompagné[11] de Emmanuel Audrain
- 1993 : Bérau, sur les traces de Joseph Conrad de Frédéric Compain
- 1993 : Cambodge : un lendemain de guerre[12] de Isabelle Quignaux
- 1995 : L'Arbre et la parole de Yves Delaborde
- 1995 : Dans l'atelier de Robert Combas[13] de Patricia Cartier-Millon
- 1995 : ZAP, Act Up Paris de Vincent Martorana, 100 min
- 1996 : Voix Corses de Franck Jaen
- 1997 : D'une rive à l'autre de Marie Colonna, 90 min
- 1997 : Pour le plaisir des yeux[14] de Izza Genini
- 1998 : Leçon de théâtre : Stanislas Nordey de Pascaline Simar
- 1998 : En avant, marchons[15] de Pascaline Simar
- 1998 : Le monde est ma maison[16] de Sepideh Farsi
- 1999 : Tambour battant de Izza Génini
- 2000 : Henri Bosco de Jean François Jung, pour la série Un siècle d’écrivains
- 2000 : Chasseurs de raies Manta de Jérôme Bouyer
- 2000 : Le Sentiment de la mouette de Benoît Sourty
- 2000 : Antoine Chuquet de Bernard Rapp et Alain Wieder
- 2001 : La Bête du Gévaudan de David Teyssandier
- 2001 : Regarde la cour des grandes de Julie Talon
- 2002 : Les Martin[17] de Jean Claude Guidicelli, 6X52 min
- 2002 : Un printemps Navajo[18] de Jean Louis Nizon
- 2003 : Duel à San Francisco de Allyson Luchac
- 2003 : Pixel Room[19] de Jérome Scemla
- 2004 : Les Vagabondes du désir de Elisa Mantin
- 2004 : La Route de la peur de Judit Kele
- 2004 : Vivre à Tazmamart[20] de Davy Zilberfajn, 100 min (Primé à : La Rochelle, grand prix ; Syracuse, grand prix ; Montpellier, mention)[21]
- 2005 : Des Moines en laboratoire de Delphine Morel
- 2005 : Candidats de Mohamed Ulad-Mohand, 90 min
- 2006 : Nûba d’or et de lumière[22] de Izza Genini, 90 min
- 2006 : La dette publique de Marie Dominique Dhelsing
- 2007 : L’écume des mères de Séverine Mathieu, 90 min
- 2007 : Castiglione de Joël Farges
- 2007 : La route du crin de Joël Farges
- 2009 : Juliette Binoche dans les yeux[23] de Marion Stalens
- 2009 : L’École de la première chance de Caroline Philibert
- 2009 : Afrique, une autre histoire de Alain Ferrari, 4X90 min
- 2010 : L'Oulipo, mode d’emploi[24] de Jean Claude Guidicelli
- 2010 : Tokyo Freeters[25] de Marc Petitjean
- 2010 : Le salaire de la dette[26] de Jean Pierre Carlon
- 2010 : Roberto Saviano[27] de Elisa Mantin, (Sélection FIPA 2011)
- 2011 : Lieux de vies- Lieux d’idées de Giorgos Keramidiotis, 8X52 min
- 2011 : Dialogos con Ernesto Laclau de Walter Molini, 10X52 min
- 2011 : Nouvelle Vague : quand le cinéma prend des couleurs[28] de Edouard Mills-Affif
- 2011 : Anne Lauvergeon : l'art de dire non[29] de Mohamed Ulad
- 2012 : Vaccin contre la malaria de Frédéric Castaignède
- 2012 : Chocolat, clown nègre de Samia Chala
- 2012 : Belles de nuit de Carole Wrona
- 2012 : Portrait d’Ange Leccia de Jean Charles Marsily
- 2012 : Nucléaire, la grande explication[30] de Jean-Charles Deniau
- 2012 : Jacques Attali de Pierre-Henri Salfati
- 2012 : Belles de nuit ou la Fin d’une époque de Carole Wrona
- 2013 : Les marcheurs, chronique des années beurs de Samia Chala
- 2013 : Watching the Moon at Night de Bo Persson et Joanna Helander
- 2013 : Madame la France, ma mère et moi[31] de Samia Chala
- 2013 : La droite a-t-elle tué Sarkozy ? de Jean-Charles Deniau
- 2013 : Margherita Serfatti - La femme qui inventa Mussolini de Pierre-Henry Salfati
- 2013 : Karpov-Kasparov, deux rois pour une couronne de Jean-Charles Deniau
- 2013 : Bikes vs Cars de Fredrik Gertten
- 2014 : Camus, Sartre : une amitié déchirée[32] de Joël Calmettes
- 2014 : Une saison dans le ciel de Franck Cuvelier
- 2014 : Lyric Suite de Hilan Warshaw
- 2014 : Les villes du futur de Frédéric Castaignède
- 2015 : Pierre Péan - Edwy Plenel, les chevaliers du journalisme français de Jarmila Buzkova
- 2015 : Les Écoles du pouvoir de Matthias Vaysse
- 2015 : Grandes écoles, la voie royale ? de Mattias Vaysse
- 2015 : La dette, chronique d'une gangrène de Joël Calmettes, 2X52 min
- 2015 : Serge, condamné à mort Réal de Christine Tournadre (Grand prix du FIGRA 2018)
- 2015 : Les super papas de la nature de Pascal Cardeilhac
- 2015 : Les Français, c’est les autres de Mohamed Ulad-Mohand
- 2016 : Cyber guerilla 2.0 de Jean-Martial Lefranc
- 2016 : Damia, la chanteuse était en noir de Carole Wrona
- 2016 : Latifa, une femme dans la république de Jarmila Buzkova (Prix du Public FIPA 2017)
- 2016 : L'art ou la vie-Guillaume de la Chapelle de Jaques Dutoit
- 2016 : Inventing South-East Asia « Shadow of the guillotine » de Christopher Hale-Farish Noor
- 2017 : L'homme providentiel de Matthias Vaysse, dans la série TOPOÏ
- 2017 : Big Data de Thibaud Sève, dans la série TOPOÏ
- 2017 : Comment ça pétasse ? de Marianne Lessard, dans la série TOPOÏ
- 2017 : Complot de Étienne de Clerck, dans la série TOPOÏ
- 2018 : Coup de poker sur l'essence de Jean Crépu
- 2018 : La nuit est à elles de Carole Wrona
- 2018 : À la mort, à la vie de Thibaut Sève
- 2018 : PMA, le meilleur des mondes ? de Jean Crépu et Laure Noualhat
- 2018 : Varoufakis & Tsipras, Tragédies grecques de Elisa mantin
- 2018 : Les Cévennes de R. L. Stevenson de Jérôme Bouyer
- 2018 : Les présidents et l'art de Thibaud Sève

### Cadreur seconde équipe
- 1986 : Le Rescapé de Okacha Touita, équipe principale : Denis Lenoir
- 1988 : La Lumière du lac de Francesca Comencini, équipe principale: Denis Lenoir
- 1988 : Ville étrangère de Didier Goldschmidt, équipe principale : Denis Lenoir
- 1991 : The Voyager[33] de Volker Schlondorff, équipe principale : Yorgos Arvanitis et Pierre Lhomme
- 1992 : Je pense à vous des frères Dardenne
- 2006 : Le Prestige de la mort[34] de Luc Moullet
- 2007 : Une vieille maîtresse[35] de Catherine Breillat
- 2010 : La Blonde aux seins nus de Manuel Pradal
- 2012 : Je suis[36] de Emmanuel Finkiel

### Assistant opérateur (sélection)
- 1982 : Prends 10000 balles et casse toi de Mahmoud Zemmouri
- 1988 : Ville étrangère de Didier Goldschmidt
- 1989 : Blancs cassés de Philippe Venault
- 1989 : L'Enfant de l'hiver de Olivier Assayas
- 1990 : Le Bal du gouverneur[37] de Marie-France Pisier
- 1990 : Daddy Nostalgie[38] de Bertrand Tavernier
- 1991 : The Voyager[33] de Volker Schlondorff
- 1992 : Holozan de Manfred Eicher et Heinz Butler
- 1992 : Je pense à vous des frères Dardenne
- 1994 : Le Bateau de mariage de Jean-Pierre Améris

### Réalisateur
- 1984 : Transmed blues
- 1987 : Pan in A minor, Steelbands de Trinidad[8], coréalisation : Daniel Verba (Prix FIPA d’Argent à Cannes en 1988 et Prix La Qualité du CNC)

## Récompenses
- Prix FIPA d’Argent Cannes 1988
- Prix à la Qualité du CNC pour Pan in A minor, Steelbands de Trinidad